# Neonicholsonia
Neonicholsonia, monotipski rod palmi smješten u tribus Euterpeae, dio potporodice Arecoideae. Jedina vrsta je N. watsonii iz Srednje Amerike.
Rod je opisan u The Gardeners' Chronicle: a weekly illustrated journal of horticulture and allied subjects. ser. 3 30: 178–179. 1901.

## Sinonimi
- Bisnicholsonia Kuntze
- Woodsonia L.H.Bailey
- Neonicholsonia georgei Dammer
- Woodsonia scheryi L.H.Bailey